# Masacre de turistas franceses en Mauritania
La masacre de turistas franceses en Mauritania ocurrió el 24 de diciembre de 2007. El ataque ocurrió cerca de Aleg, que se encuentra a 250 kilómetros al este de la capital Nuakchot.

## Descripción
Las víctimas, cinco turistas franceses de vacaciones, fueron atacados mientras hacían un pícnic. Cuatro de ellos murieron y el quinto resultó gravemente herido. Hubo un superviviente; las víctimas fueron sus dos hijos adultos, su hermano y un amigo. El Rally Dakar 2008 se trasladó a Europa central (conocido como Rally de Europa Central 2008 cuando se celebró en abril) debido a este incidente por la preocupación de un posible ataque terrorista.
Las autoridades mauritanas arrestaron a nueve personas el 7 de enero de 2008. La policía recuperó un rifle de asalto en un lugar cercano al lugar de los asesinatos. El ministro del Interior de Mauritania culpó a una célula terrorista durmiente por los asesinatos. Las autoridades dicen que los sospechosos son miembros de un grupo extremista vinculado a Al Qaeda.
Uno de los sospechosos arrestados en enero, Sidi Ould Sidna, escapó de la policía en marzo pero fue arrestado nuevamente en abril. Sidna se había entrenado con el grupo Al Qaeda en el Magreb Islámico, lo que confirmó que Sidna estaba afiliado a su organización. En 2010, tres hombres que afirmaban ser "soldados de Al-Qaeda", Sidi Ould Sidna, Mohamed Ould Chabarnou y Maarouf Ould Haiba, fueron condenados a muerte por un tribunal mauritano por el ataque. Dado que Mauritania no ha utilizado la pena de muerte desde la década de 1980, es probable que en apelación su pena de muerte sea conmutada por una pena de prisión ampliada.